# Босвеллия
Босве́ллия (лат. Boswéllia) — род деревьев семейства Бурзеровые (Burseraceae), распространённых в тропических районах Африки и Азии, самые известные виды произрастают по склонам гор полуострова Сомали, острова Сокотра и в Юго-Восточной Аравии.
Среднего и небольшого размера деревья или кустарники.

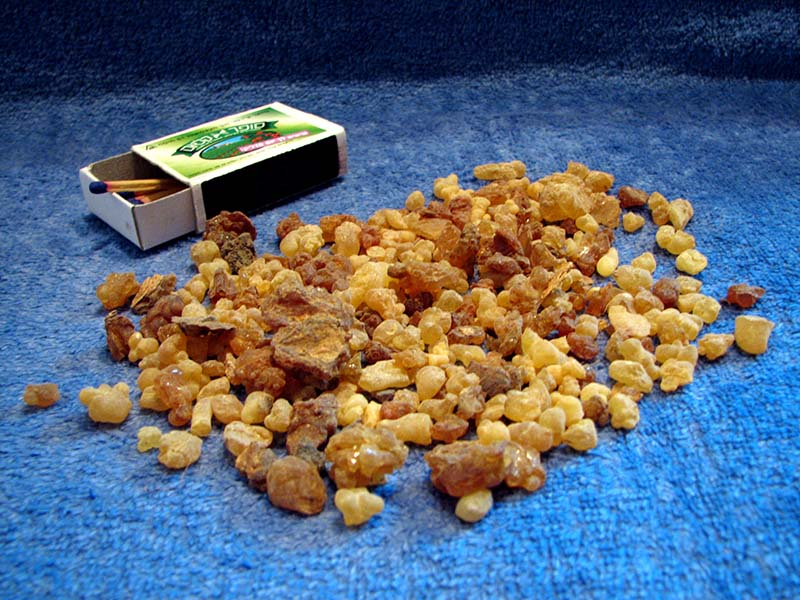
Кусочки ладана, нередко продающегося под ошибочным названием «смола ливанского кедра»

## Хозяйственное значение и применение
Ароматная камеде-смола (ладан) (лат. Gummi-resina Olibanum), получаемая методом подсочки древесины деревьев рода Босвеллия,— древнейшее благовоние, вместе с миррой используемое для религиозных отправлений.
Сжигание смолы в качестве благовония было частью многих религиозных церемоний на протяжении тысячелетий.
Применяется как антисептическое при катарах верхних дыхательных путей, однако медицинское значение давно утратила.
Издавна смола использовалась в аюрведической медицине.  В Западной Африке кора Boswellia dalzielii используется для облегчения лихорадки, ревматизма и желудочно-кишечных расстройств. Смолы босвеллии обладают психоактивностью и способны облегчать депрессию.

## Виды
Род включает около 30 видов, некоторые из них:
- Boswellia ameero Balf.f.
- Boswellia bullata Thulin
- Boswellia dalzielii Hutch.
- Boswellia dioscorides Thulin
- Boswellia elongata Balf.f.
- Boswellia frereana Birdw.
- Boswellia nana Hepper
- Boswellia neglecta S.Moore
- Boswellia ogadensis Vollesen
- Boswellia papyrifera (Del.) Hochst.
- Boswellia pirottae Chiov.
- Boswellia popoviana Hepper
- Boswellia rivae Engl.
- Boswellia sacra Flueck. — Ладанное дерево
  - [syn.  Boswellia carteri Birdw. — Босвеллия Картера][2]
- Boswellia serrata Roxb. ex Colebr. typus[1] — Босвеллия пильчатая[2]
- Boswellia socotrana Balf.f.